# Autoestrada A11
La Autoestrada A11 (o A11) è un'autostrada portoghese lunga 80 chilometri. Essa parte da Apúlia, fino ad arrivare a Castelões, servendo nel suo percorso anche le città di Braga, Guimarães e Fafe.